# Wildside (azienda)
Wildside S.r.l. è una casa di produzione e distribuzione italiana, controllata da Fremantle.

## Storia
Wildside nasce nel 2009 come joint venture tra Wilder e OffSide.
Wilder sorge nel 2001 per volontà di Lorenzo Mieli, Elena Recchia e Gabriele Immirzi. Nel 2007 Wilder viene acquistata da Fox International Channels.
OffSide viene creata anche lei nel 2001 per volontà di Mario Gianani e Saverio Costanzo.
Wilder e OffSide, nel luglio del 2009, insieme ai registi Fausto Brizzi e Marco Martani, danno vita a Wildside S.r.l.. Il logo della nuova casa è una semplice scritta rossa in caratteri Impact.
Nel 2015, per 25 milioni di euro, Fremantle acquisisce il 62.5% di Wildside con un'opzione per salire al 100%.

## Produzioni

### Cinema
- Boris - Il film, regia di Luca Vendruscolo, Mattia Torre e Giacomo Ciarrapico (2011)
- Com'è bello far l'amore, regia di Fausto Brizzi (2012)
- Io e te, regia di Bernardo Bertolucci (2012)
- True Love, regia di Enrico Clerico Nasino (2012)
- Pazze di me, regia di Fausto Brizzi (2013)
- La mafia uccide solo d'estate, regia di Pif (2013)
- Via Castellana Bandiera, regia di Emma Dante (2013)
- Indovina chi viene a Natale?, regia di Fausto Brizzi (2013)
- Incompresa, regia di Asia Argento (2014)
- Hungry Hearts, regia di Saverio Costanzo (2014)
- Ogni maledetto Natale, regia di Mattia Torre, Luca Vendruscolo e Giacomo Ciarrapico (2014)
- Io rom romantica, regia di Laura Halilovic (2014)
- La solita commedia - Inferno, regia di Fabrizio Biggio, Francesco Mandelli e Martino Ferro (2015)
- Se Dio vuole, regia di Edoardo Falcone (2015)
- Vacanze ai Caraibi, regia di Neri Parenti (2015)
- Forever Young, regia di Fausto Brizzi (2016)
- In guerra per amore, regia di Pif (2016)
- Poveri ma ricchi, regia di Fausto Brizzi (2016)
- Mamma o papà?, regia di Riccardo Milani (2017)
- Poveri ma ricchissimi, regia di Fausto Brizzi (2017)
- Questione di karma, regia di Edoardo Falcone (2017)
- Il tuttofare, regia di Valerio Attanasio (2018)
- Ma cosa ci dice il cervello, regia di Riccardo Milani (2019)
- Magari, regia di Ginevra Elkann (2020)
- Rifkin's Festival, regia di Woody Allen (2020)
- Siccità, regia di Paolo Virzì (2022)
- Grazie ragazzi, regia di Riccardo Milani (2023)
- Patagonia, regia di Simone Bozzelli (2023)
- C’è ancora domani, regia di Paola Cortellesi (2023)
- Finalmente l'alba, regia di Saverio Costanzo (2024)
- Eravamo bambini, regia di Marco Martani (2024)
- Un mondo a parte, regia di Riccardo Milani (2024)
- Limonov: The Ballad, regia di Kirill Serebrennikov (2024)
- Una famiglia sottosopra, regia di Alessandro Genovesi (2024)
- La città proibita, regia di Gabriele Mainetti (2025)

### Documentari
- Sedia elettrica - Il making of di Io e Te, regia di Monica Strambini (2012)
- Lady Ndrangheta, regia di Beatrice Borromeo (2014)
- Teen Sex, regia di Beatrice Borromeo (2015)
- I bambini sanno, regia di Walter Veltroni (2015)
- Vincenzo da Crosia, regia di Fabio Mollo (2015)
- Mi chiamo Francesco Totti, regia di Alex Infascelli (2020)
- Nel nostro cielo un rombo di tuono, regia di Riccardo Milani (2022)
- Mondiali 2006 - Destino Azzurro, regia di Luca Severi (2022)

### Televisione
- Un Natale per due, regia di Giambattista Avellino (2011)
- Benvenuti a tavola 1 - Nord vs Sud, regia di Francesco Miccichè (2012)
- Un Natale con i fiocchi, regia di Giambattista Avellino (2012)
- Benvenuti a tavola 2 - Nord vs Sud, regia di  Francesco Micciche’ (2013)
- In Treatment, regia di Saverio Costanzo (2013-2017)
- 1992, regia di Giuseppe Gagliardi (2015)
- The Young Pope, regia di Paolo Sorrentino (2016)
- La mafia uccide solo d'estate, regia di Luca Ribuoli (2016 - 2018)
- 1993, regia di Giuseppe Gagliardi (2017)
- Romanzo famigliare, regia di Francesca Archibugi (2018)
- Il miracolo - serie TV (2018) regia di Niccolò Ammaniti, Francesco Munzi, Lucio Pellegrini
- L'amica geniale - serie TV (2018 in corso), regia di Saverio Costanzo (prima stagione) , Saverio Costanzo & Alice Rohrwacher (seconda stagione 2020), Daniele Lucchetti (terza stagione 2022)
- 1994, regia di Claudio Noce & Giuseppe Gagliardi (2019)
- The New Pope (2020) regia di Paolo Sorrentino
- We Are Who We Are - serie TV (2020) regia di Luca Guadagnino
- Anna - miniserie (2021) regia di Niccolò Ammaniti
- Il re - serie TV (2022-in corso) regia di Giuseppe Gagliardi
- Bang Bang Baby - serie TV (2022) regia di Michele Alhaique, Giuseppe Bonito, Margherita Ferri
- The Good Mothers - serie TV (2023) regia di  Julian Jarrold & Elisa Amoruso
- Everybody Loves Diamonds - serie TV (2023) regia di Gianluca Maria Tavarelli
- Those About to Die - miniserie TV (2024) regia di Roland Emmerich e Marco Kreuzpaintner
- Piedone - Uno sbirro a Napoli – miniserie TV (2024) regia di Alessio Maria Federici

### Trasmissioni televisive
- Il testimone (2016-2017) con Pif

## Distribuzioni
- Rifkin's Festival, regia di Woody Allen (2020) - distribuito dal 6 maggio 2021 insieme a Vision Distribution[10]